# Список умерших в 1422 году

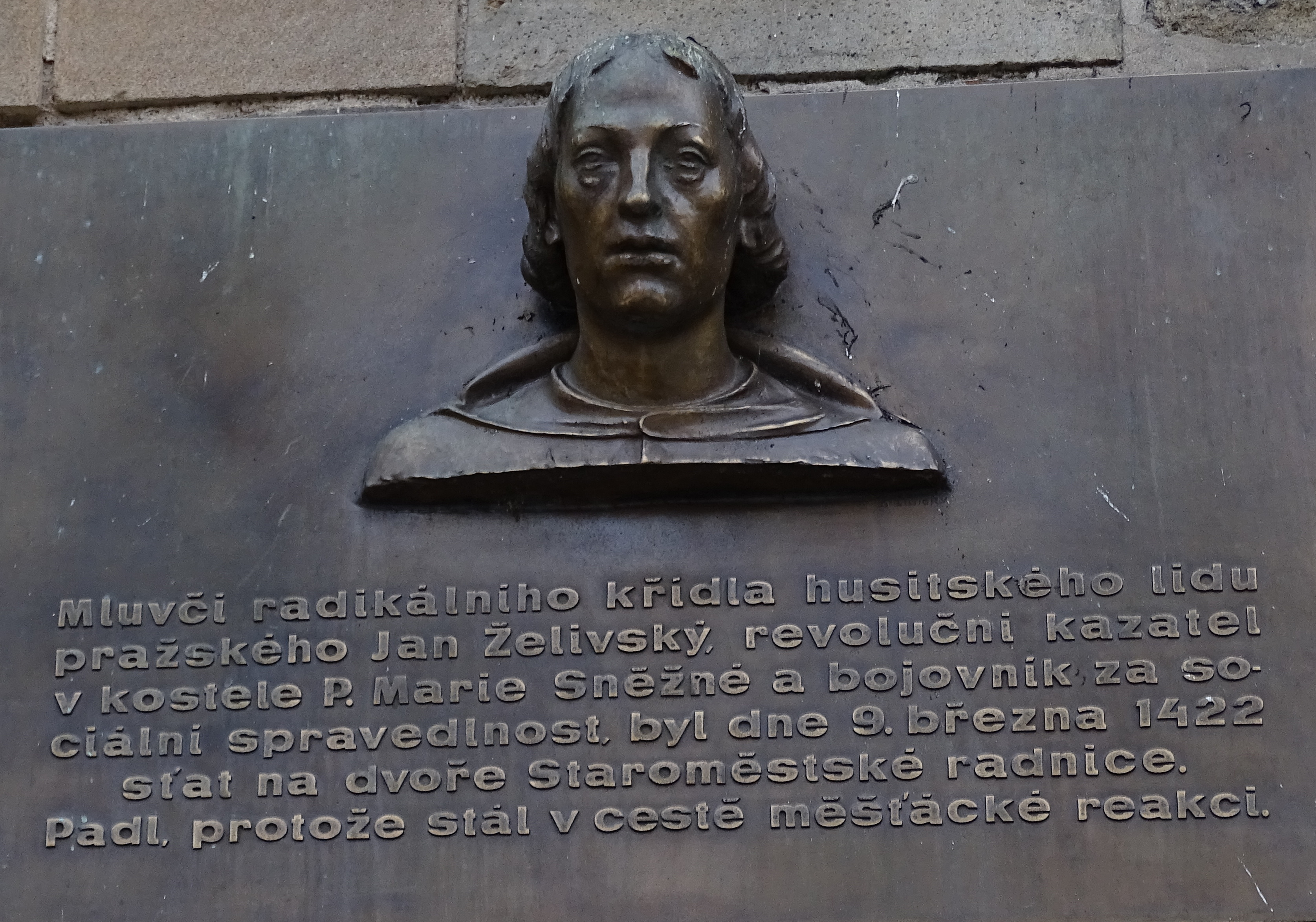
Ян Желивский

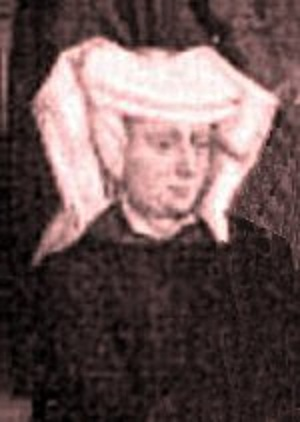
Мишель Французская

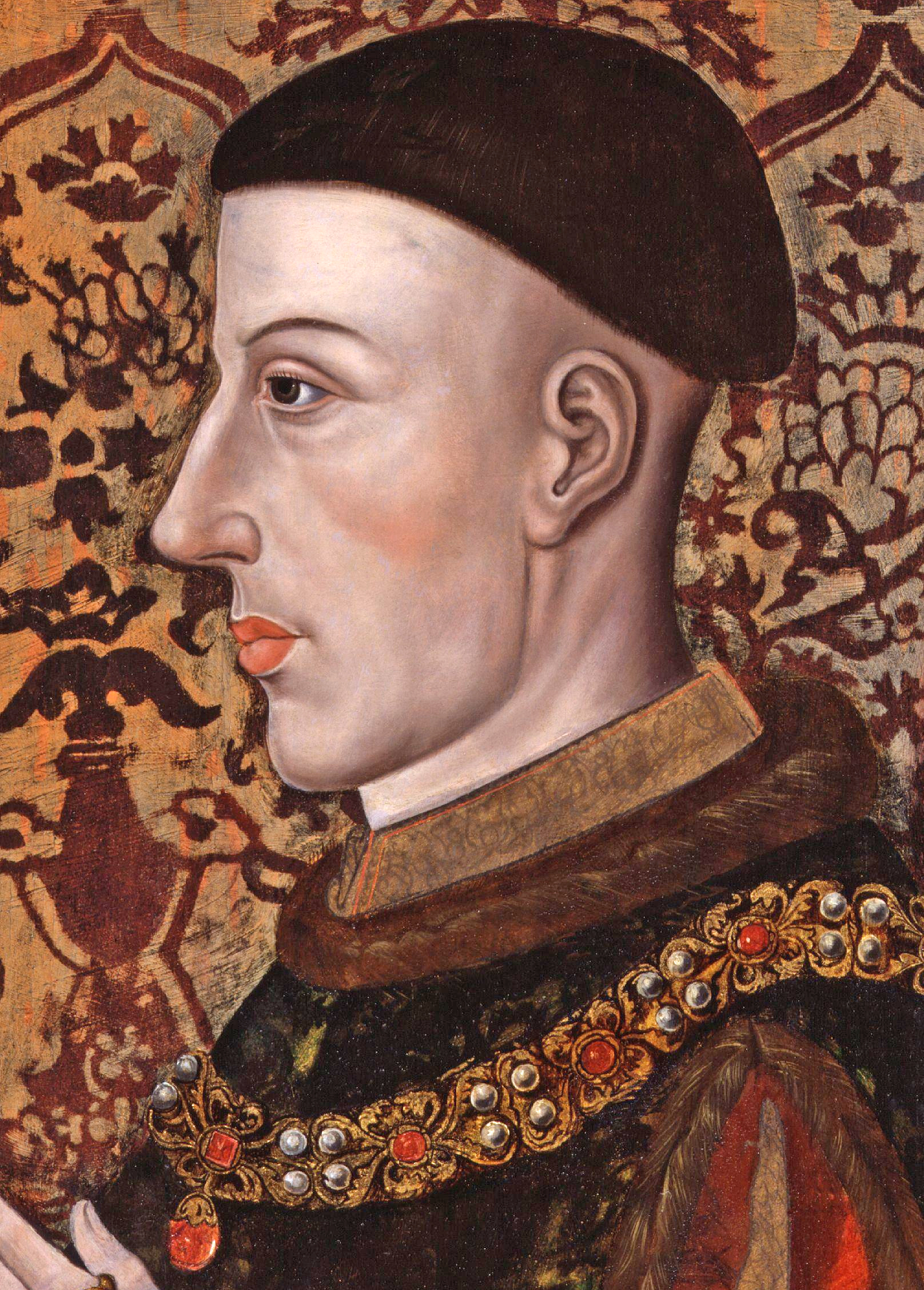
Генрих V

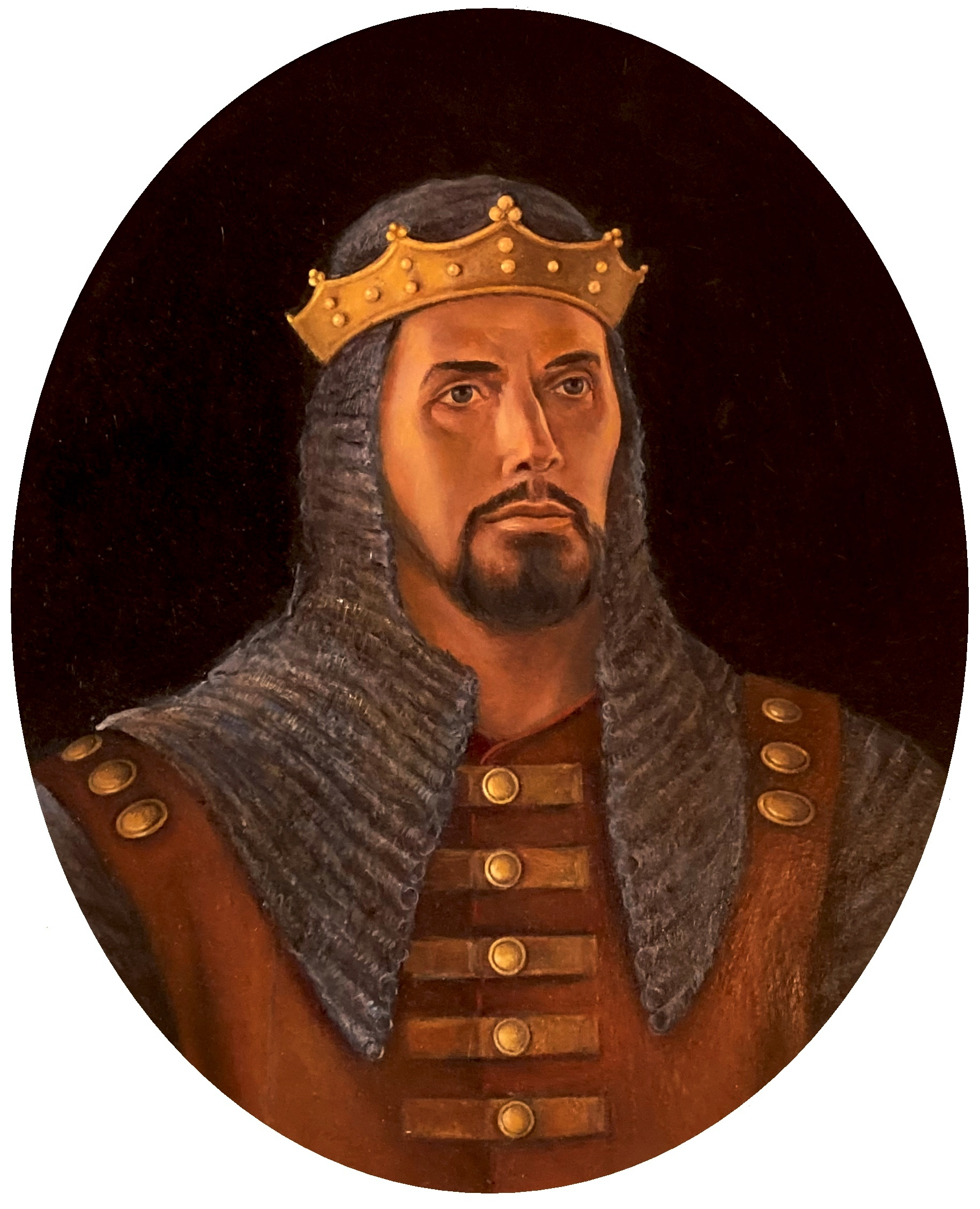
Константин II Асень

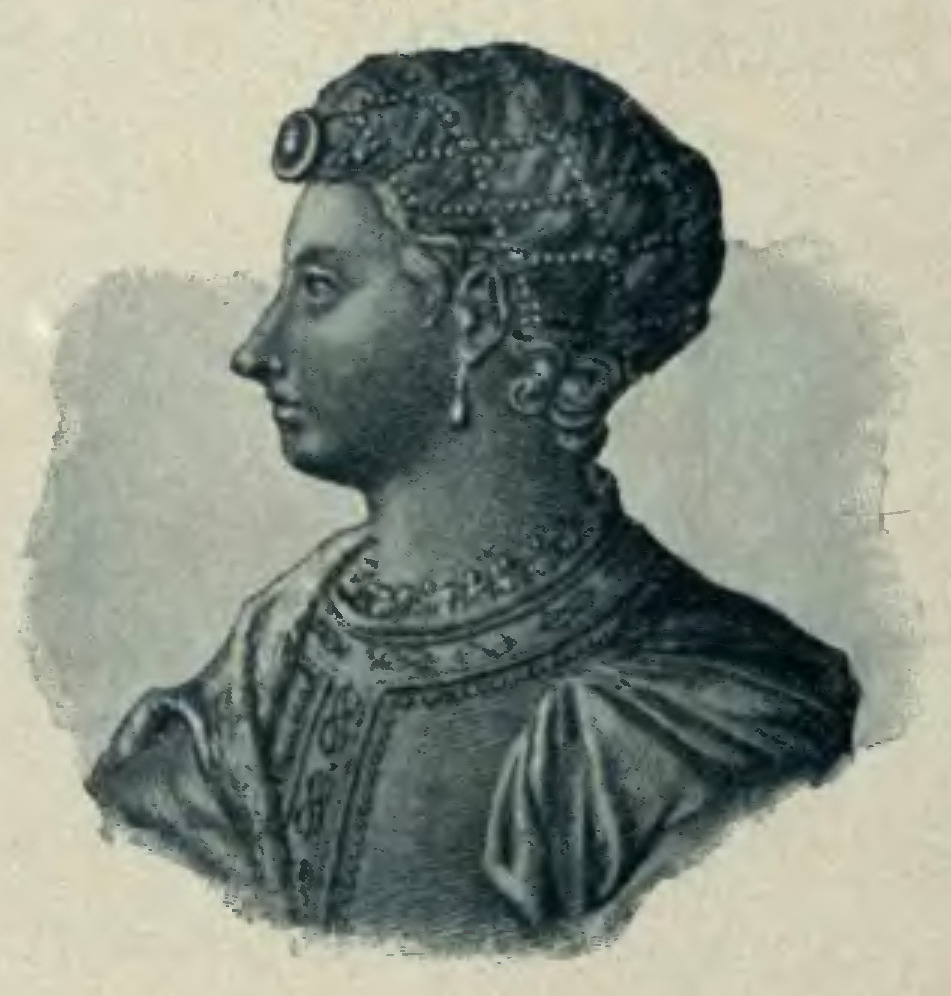
Мария Бургундская

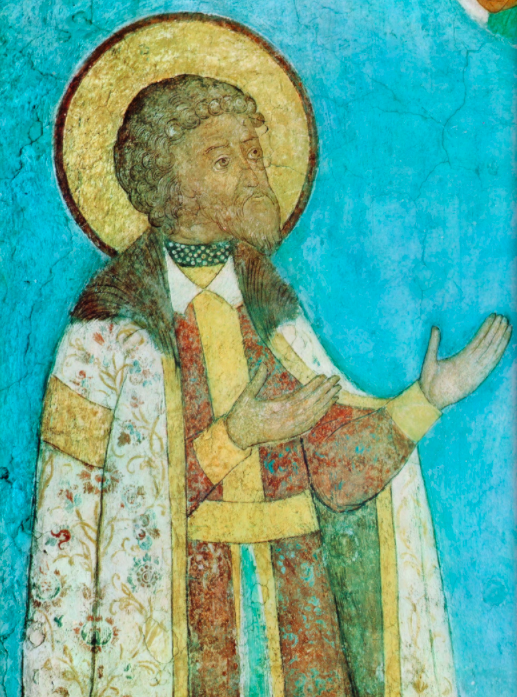
Иван Владимирович

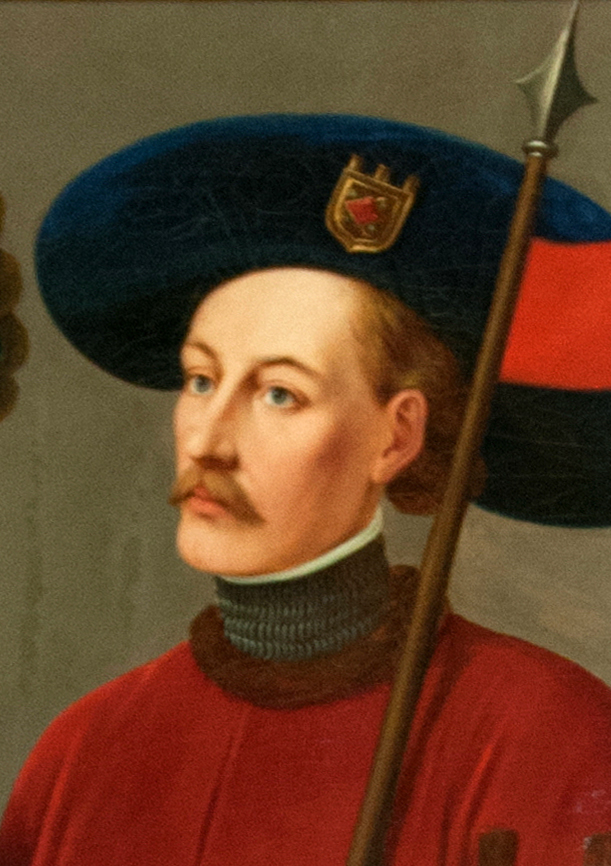
Иоганн IV Мекленбургский

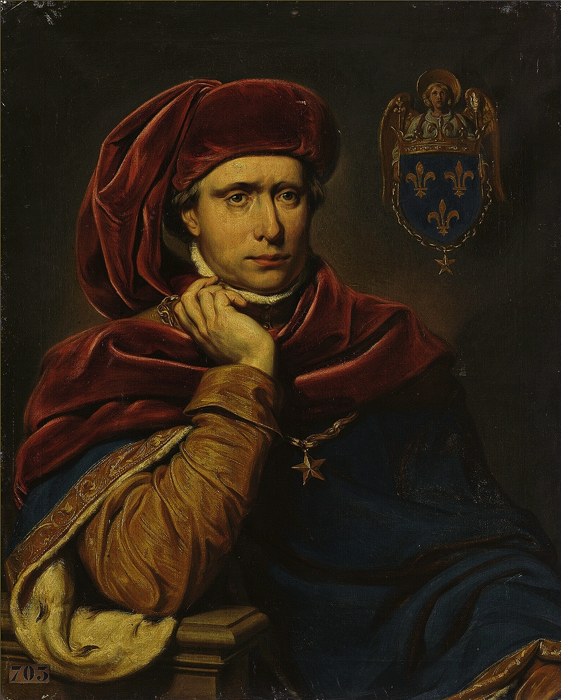
Карл VI Безумный

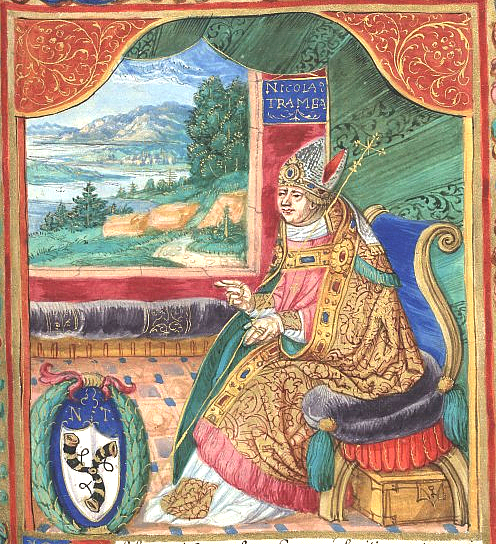
Николай Тромба

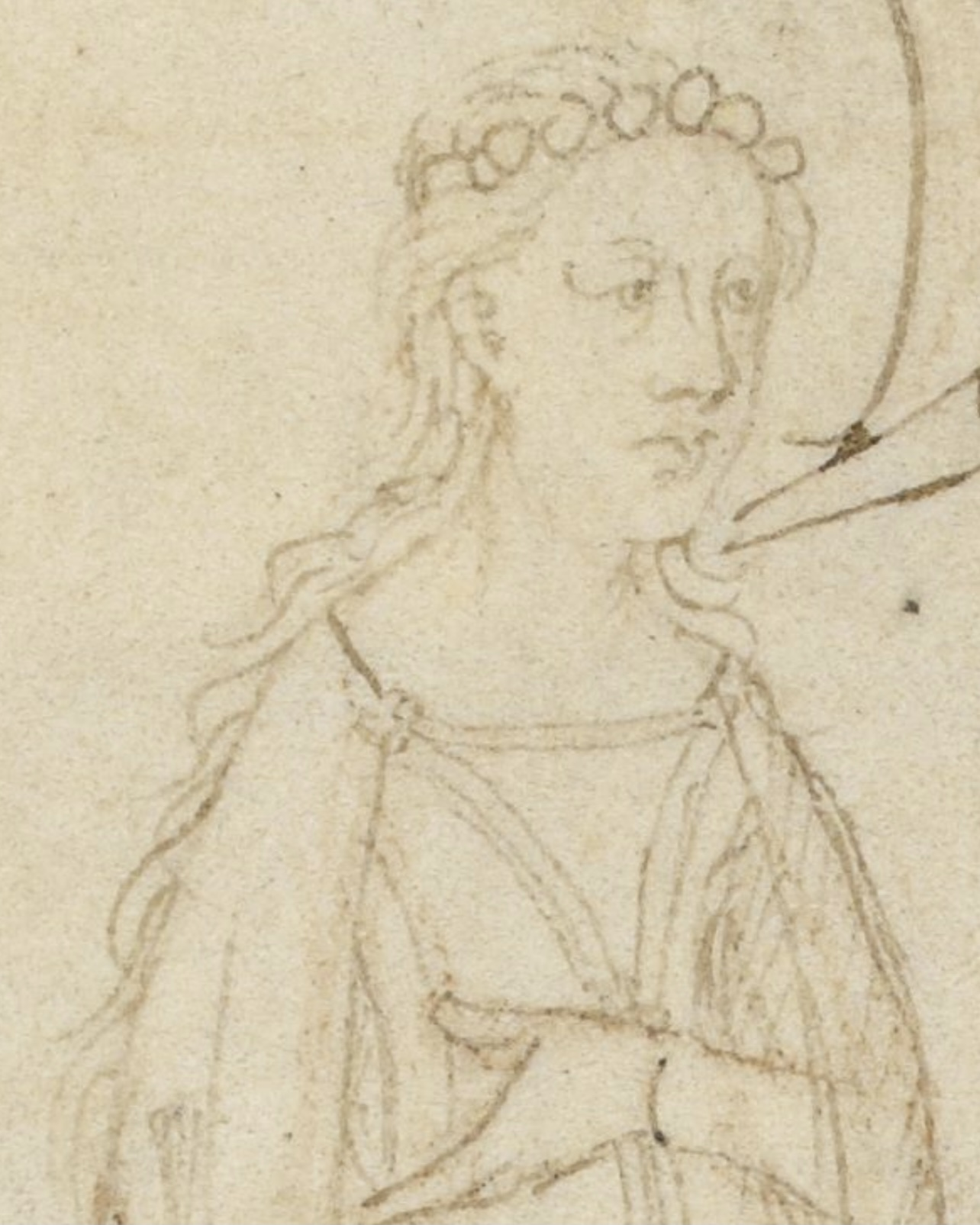
Беркли, Элизабет, 4-я баронесса Лайл из Кингстон Лайл

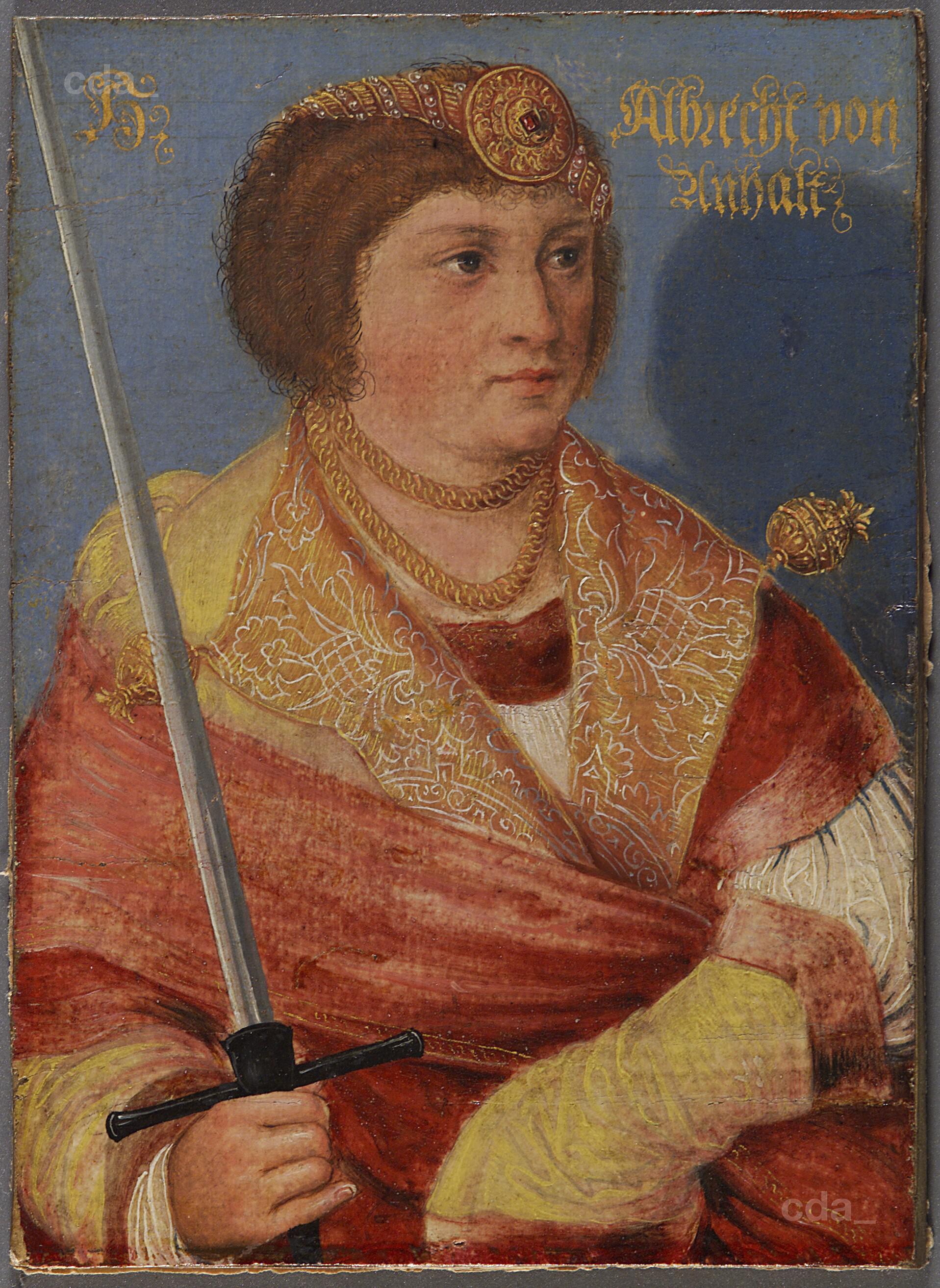
Альбрехт III

В этой статье представлен список известных людей, умерших в 1422 году.
См. также: Категория:Умершие в 1422 году 

## Январь
- 15 января — Шарлотта де Бурбон — королева-консорт Кипра, титулярная королева-консорт Иерусалима и Киликийской Армении (1411—1422), жена короля Януса.

## Март
- 9 марта — Ян Желивский — чешский религиозный деятель, священник-гусит, проповедник, вождь пражских радикальных гуситов, организатор и руководитель восстания гуситов в Праге 30 июля 1419, вождь городской бедноты приверженец чешского хилиазма; казнён умеренными гуситами.
- 13 марта — Джон Клиффорд — 7-й барон де Клиффорд, барон Уэстморленд и Скиптон и наследственный верховный шериф Уэстморленда (с 1391), английский землевладелец и военачальник в Столетней войне, рыцарь ордена Подвязки (с 1421), убит во время осады Мо.
- 18 марта — Ричард де Бошан — 2-й барон Бергавенни (с 1411), 1-й граф Вустер (с 1421); убит во время осады Мо.

## Май
- 10 мая — Тхэджон (54) — 3-й ван корейского государства Чосон (1400—1418); отрёкся от престола в пользу сына.
- 23 мая — Катарина Зембицкая —  польская принцесса из зембицкой линии династии Силезских Пястов, дочь князя Болеслава III Зембицкого, княгиня-консорт Опавы (1405—1422), жена князя Пржемысла I Опавского

## Июнь
- 16 июня — Хью де Куртене — английский аристократ, 12-й граф Девон и 5-й барон Куртене (с 1419).

## Июль
- 8 июля — Мишель Французская (27) — дочь французского короля Карла VI, герцогиня-консорт Бургундская, графиня-консорт Фландрии и Артуа, пфальцграфиня-консорт Бургундская и графиня-консорт де Шароле, жена Филиппа III Доброго.
- 11 июля — Анастасия Юрьевна — единственная дочь великого князя смоленского Юрия Святославича, княгиня-консорт Звенигородская и Галицкая (1400—1422), жена князя Юрия Дмитриевича

## Август
- 26 августа — Таддео ди Бартоло — итальянский художник сиенской школы.
- 31 августа — Генрих V (35) — король Англии (с 1413), принц Уэльский, герцог Корнуолльский и граф Честер (1399—1413);  один из величайших полководцев Столетней войны.

## Сентябрь
- 17 сентября — Константин II Асень — последний царь Видина и последний болгарский правитель Второго болгарского царства в целом (1397—1422).

## Октябрь
- 1 октября — Фируз-шах Бахмани — восьмой султан Бахманийского султаната (1397—1422); умер после отречения от престола.
- 2 октября — Мария Бургундская  — дочь бургундского герцога Филиппа II Смелого, графиня-консорт Савойская (1401—1416), первая герцогиня-консорт Савойская (1416—1422), жена Амадея VIII.
- 7 октября — Иван Владимирович — удельный князь серпуховский (1410—1422)
- 16 октября — Иоганн IV Мекленбургский — герцог Мекленбурга (1384—1422).
- 21 октября — Карл VI Безумный (53) — король Франции (с 1380), дофин Франции (1368—1380).
- 22 октября — Пьер де Бурбон-Прео — сеньор де Прео, д'Аржи, де Данжю и де Тюри (1417—1422), полководец Столетней войны; несчастный случай.

## Декабрь
- 2 декабря — Николай Тромба — польский церковный и государственный деятель, королевский нотариус (с 1390), подканцлер коронный (1403—1412), архиепископ галицкий[пол.] (1410—1412), архиепископ гнезненский (с 1412) и первый примас Польши (с 1417).
- 28 декабря — Элизабет де Беркли — английская аристократка, 4-я баронесса Лайл из Кингстон Лайл в своём праве (suo jure) (с 1386), в браке — графиня-консорт Уорик (с 1401), жена Ричарда де Бошана, 13-го графа Уорик.

## Дата неизвестна или требует уточнения
- Альбрехт III — последний герцог Саксен-Виттенберга и курфюрст Саксонии из рода Асканиев (1419—1422).
- Девлет-хатун — наложница османского султана Баязида I, мать султана Мехмеда I.
- Уильям Дейнкур — английский аристократ, 5-й барон Дейнкур второй креации (с 1406).
- Елена Нелипчич — герцогиня-консорт Сплитская (1401—1416), жена великого воеводы боснийского и герцога Сплитского Хрвое Вукчича Хрватинича, королева-консорт Боснии (1416—1418), жена короля Степана Остои; умерла в заключении.
- Завиш из Запи — чешский средневековый учёный, доктор церковного права, каноник, богослов, поэт и композитор.
- Сикке Сьярда — влиятельный фризский хофтлинг (вождь), основоположник рода Сьярда, лидер партии схирингеров; убит.
- Томас Уолсингем — английский хронист и историк, один из летописцев Столетней войны и восстания Уота Тайлера.
- Франсуа I де Бо — граф Андрии, Монтескальозо и Скуиллаче, сеньор де Берр, де Мизон и де Тиано (с 1351), герцог Андрии (с 1352).